# Красное (Сморгонский район)
Кра́сное (бел. Кра́снае) — деревня в Сморгонском районе Гродненской области Беларуси. Входит в состав Коренёвского сельсовета.

## География
Расположена в центральной части района. Расстояние до районного центра Сморгонь по автодороге — около 8 км, до центра сельсовета деревни Корени по прямой — чуть менее 7,5 км. Ближайшие населённые пункты — Левки, Осиновка, Сазоны. Площадь занимаемой территории составляет 0,0680 км², протяжённость границ 2280 м.

## История
До 2008 года Красное входило в состав Белковщинского сельсовета.
Название деревни происходит от древнерусского значения слова красный — красивый, расположенный в живописной местности.
Через деревню проходит автомобильная дорога местного значения Н6741 Ходаки — Красное.

## Население
Согласно переписи население деревни в 1999 году насчитывало 4 жителя[1].